# 何性仁
何性仁（1101年—？），字元習，小名榮老，小字三哥，宋代渠州鄰水縣德游鄉榮來里人，紹興十八年（1148年）戊辰科舉第三甲第二十三人進士。